# Bright Victory
Bright Victory is een Amerikaanse oorlogsfilm uit 1951 onder regie van Mark Robson. Het scenario is gebaseerd op de roman Lights Out (1945) van de Amerikaanse auteur Baynard Kendrick. Destijds werd de film in Nederland uitgebracht onder de titel Het licht dat verdween.

## Verhaal
Tijdens de Tweede Wereldoorlog wordt de Amerikaanse sergeant Larry Nevins blind in Noord-Afrika, wanneer hij wordt geraakt door een Duitse kogel. Zijn herstel verloopt erg moeizaam. Bovendien is het niet alleen voor Larry zelf zwaar om zijn blindheid te accepteren.

## Rolverdeling
| Acteur             | Personage          |
| ------------------ | ------------------ |
| Arthur Kennedy     | Larry Nevins       |
| Peggy Dow          | Judy Greene        |
| Julie Adams        | Chris Paterson     |
| James Edwards      | Joe Morgan         |
| Will Geer          | Lawrence Nevins    |
| Nana Bryant        | Claire Nevins      |
| Jim Backus         | Bill Grayson       |
| Minor Watson       | Edward Paterson    |
| Joan Banks         | Janet Grayson      |
| Richard Egan       | Sergeant Masterson |
| John Hudson        | Korporaal Flagg    |
| Marjorie Crossland | Mevrouw Paterson   |
| Donald Miele       | Moose Garvey       |
| Murray Hamilton    | Pete Hamilton      |
| Larry Keating      | Jess Coe           |
| Hugh Reilly        | Kapitein Phelan    |
| Mary Cooper        | Zuster Bailey      |
| Rock Hudson        | Dudek              |
| Kenneth Harvey     | Joe Scanlon        |
| Russell Dennis     | Fred Tyler         |
| Philip Faversham   | Luitenant Atkins   |
| Robert F. Simon    | Psychiater         |
| Virginia Mullen    | Mevrouw Coe        |
| Ruth Esherick      | Verpleegster       |

## Prijzen en nominaties
| Jaar | Prijs  | Categorie                 | Genomineerde(n) | Uitslag     |
| ---- | ------ | ------------------------- | --------------- | ----------- |
| 1951 | Oscars | Beste mannelijke hoofdrol | Arthur Kennedy  | Genomineerd |
| 1951 | Oscars | Beste geluid              | Leslie I. Carey | Genomineerd |